# Dedo von Schenck
Dedo Heinrich Karl von Schenck est un General der Infanterie de l'Empire allemand, né le 11 février 1853 au château de Mansfeld (province de Saxe) et mort le 28 avril 1918 à Wiesbaden (province de Hesse-Nassau).
Militaire de carrière, il participe à la guerre franco-allemande de 1870, gravit les échelons et finit à la tête du XVIIIe corps d'armée au moment de la Première Guerre mondiale : son corps d’armée est engagé au front dans la bataille de la Marne, puis en Champagne avant de se distinguer aux batailles de Verdun et de la Somme. En janvier 1917, Schenck quitte l'armée et meurt de maladie l'année suivante.

## Biographie

### Début de carrière
Dedo von Schenck intègre le 1er mai 1870 la marine de la Confédération d'Allemagne du Nord en tant que cadet. Deux mois plus tard, il quitte la marine pour intégrer, toujours comme cadet, le 19 juillet 1870 le 2e régiment de grenadiers de la Garde à Berlin. Au sein de ce régiment, il participe à la guerre franco-allemande durant laquelle il reçoit la croix de fer ; il est promu Fähnrich le 16 septembre 1870 et Sekondeleutnant le 18 octobre 1870.
Après la guerre, Schenck reste au sein du 2e régiment de grenadiers de la garde ; du 1er au 30 mai 1871, il suit des cours à l'école de tir militaire. Du 30 septembre 1874 au 1er mars 1875, il participe à la Commission de révision des armes légères. Du 1er mars au 1er août 1875, il est détaché à l'institution de gymnastique militaire. Le 1er novembre de la même année, il est nommé Adjutant au 3e bataillon. Du 1er octobre 1878 au 3 juillet 1879, il suit des cours à l'Académie militaire prussienne. Il est promu Premierleutnant le 26 novembre 1878 et, à son retour, fait fonction d'aide de camp du régiment. Le 24 septembre 1881, Schenk intègre l'état-major de la 4e brigade d'infanterie de la Garde. Le 1er mai 1883, il est détaché au Grand Quartier-général. Le 12 février 1884, Schenck est simultanément promu au grade de Hauptmann et nommé commandant de compagnie de son régiment d'origine. Il devient Major le 2 septembre 1892 et prend le commandement du 4e bataillon.
Schenk occupe ce poste jusqu'en 1899. Il est promu Oberstleutnant le 27 janvier 1899, puis il est muté à l'état-major du 2e régiment de grenadiers. Le 18 avril 1901, Schenck commande le 1er régiment de grenadiers de la Garde et est promu Oberst le 18 mai qui suit. Le 22 avril 1904, Schenck devient Generalmajor ; à partir du 27 janvier 1905, il est inspecteur des écoles d'infanterie. Du 27 avril au 8 juillet, il fait partie de la mission allemande au Maroc lors de la crise marocaine de 1905.
Schenck est nommé commandant de la IIe division de la garde le 5 mars 1908, il est promu Generalleutnant le 4 avril 1908. Le 1er avril 1909, Schenck est nommé Generaladjudant (aide de camp général) du Kaiser Guillaume II puis du Kronprinz. Le 6 octobre 1911, il commande la XIVe division d'infanterie. Le 13 septembre 1912, il est promu General der Infanterie et prend le commandement du 18e corps d'armée localisé à Francfort-sur-le-Main.

### Première Guerre mondiale
Au début de la Première Guerre mondiale, Schenk est toujours à la tête du 18e corps d'armée au sein de la 4e armée. Il pénètre en Belgique et participe à la bataille de Longlier. Il pénètre ensuite en France et poursuit la 4e armée française, il combat sur la Marne à proximité de Revigny.
Après la retraite suivant la bataille de la Marne, Schenk et le 18e corps d'armée sont subordonnés à la 2e armée. Ils combattent sur le front près de Reims. Au début de 1916, ils sont rattachés à la Ve armée du Kronprinz, chargée de l'attaque sur Verdun. Au cours de cette bataille, le XVIIIe corps se distingue à plusieurs reprises. À la mi-septembre 1916, le 18e corps est transféré sur le front de la Somme et rattaché à la 1re armée. Après avoir subi de lourdes pertes, le 18e corps commandé par Schenk est retiré du front et transféré dans une zone plus calme au sein de l'Armeeabteilung « Strantz » à Saint-Mihiel. Schenk est de nouveau transféré sur la Somme au sein de la 2e armée allemande.
Le 24 janvier 1917, Schenck est relevé de son poste, pour être placé dans le corps de réserve des officiers et nommé « À la suite » du 1er régiment de grenadiers de la Garde. Le 12 février 1917, il quitte son poste d'aide de camp général.
Il meurt de maladie à Wiesbaden l'année suivante.

## Famille
Dedo von Schenck se marie en 1884 avec Hélène von Wardenberg (1865-1938), la fille du prince Frédéric Auguste de Wurtemberg (1813-1885) et de son épouse morganatique Marie Bethge. Ils ont trois fils et une fille.

## Honneurs et distinction
- Ordre de la Couronne de Prusse, 1re classe.
- Croix de fer (1870), 2e classe.
- Ordre protestant de Saint-Jean.
- Médaille militaire de service de Prusse.
- Grand-croix de l'ordre du Lion de Zaeringen.
- Commandeur 1re classe de l'ordre d'Henri le Lion.
- Grand-commandant de l'ordre du Griffon.
- Ordre de la maison et du mérite de Pierre Frédéric Louis.
- Grand-croix de l'ordre impérial de Léopold (Autriche).
- Ordre de la Couronne de fer, 1re classe.
- Commandant de l'ordre de François-Joseph (Autriche-Hongrie).
- Grand-officier de l'ordre du Lion et du Soleil (Perse).
- Grand-croix de l'ordre de la Couronne (Roumanie).
- Commandant avec étoile de l’ordre de Hohenzollern en avril 1916.
- Pour le Mérite, le 4 octobre 1916
- Grand-croix de l'ordre de l'Aigle rouge avec feuilles de chêne, couronne et épées.